# Шолм
Шолм (фр. Chaulme) насеље је и општина у централној Француској у региону Оверња, у департману Пиј де Дом која припада префектури Амбер.
По подацима из 2011. године у општини је живело 132 становника, а густина насељености је износила 9,71 становника/km². Општина се простире на површини од 13,60 km². Налази се на средњој надморској висини од 1 150 метара (максималној 1.280 m, а минималној 984 m).

## Демографија
| 1962. | 1968. | 1975. | 1982. | 1990. | 1999. | 2011. |
| ----- | ----- | ----- | ----- | ----- | ----- | ----- |
| 310   | 279   | 194   | 150   | 121   | 131   | 132   |

График промене броја становника у току последњих година